# Borreby
Borreby slott är en befäst herregård i Magleby Socken vid Skælskør på Själland.

## Historia
Borreby, som först omnämnts 1345, hade i slutet av 1300-talet kommit i besittning av familjen Urne, vilket blev ett viktigt fäste vid den tiden för den danska högadeln. År 1410 förvärvades gården av biskop Peder Jensen Lodehat och innehades därefter av biskoparna i Roskilde till dess att kronan drog in egendomen 1536 i samband med reformationen. Kristian III förlänade Johan Friis godset.
Tillsammans med närliggande Holsteinborg och Basnæs bildade Borreby senare ett litet kluster av herrgårdar där senare Hans Christian Andersen var en frekvent gäst. År 1859 publicerade Andersen sin berättelse Vinden berättar om Valdermar Daae ("Vinden fortæller om Valdemar Daae og hans Døttre"), en tragisk berättelse om hur den sista ättlingen till Johan Friss som ägde Borreby förlorade gården genom sina egna dumma och ganska misslyckade experiment med alkemi.
Slottet ägs sedan 1783 av ätten Castenschiold.

## Arkitektur
Under 1500-talet var Borreby ett av Nordens förnämsta slott. De omgivande 1500-talsbyggnaderna är idag rivna, men huvudbyggnaden står kvar. Den är uppförd 1556 av rikskansler Johan Friis och är en av de bäst bevarade byggnaderna från renässansperioden i Danmark. Herrgården kallas även för "Herrborgen" (dubbla vallgravar) vilket beror på de talrika försvarsinrättningar som finns på herrgården. Slottets nuvarande huvudbyggnad är uppförd i tegel med två rader båggesimser av vitputsade nischer över huvudvåningarna. Överst en låg våning med skyttegångar, åt borggåden ett med dylika försett trapptorn och en väl försvarad ingång samt på den andra fasaden 3 fyrkantiga torn.
Interiören domineras av Joachim Lorentz Holten Castenschiolds moderniseringar som genomfördes på 1750-talet och restaureringar från 1883 till 1884 och 1923–24. Den yttre innergårdens östra och västra vinge uppfördes av Christian Friis, liksom porthuset från 1600 och de stora gårdsbyggnaderna väster om slottet. Ett kapell i västra flygeln utformades i sin nuvarande form 1754.

## Verksamhet
Borreby slott förvaltas som en modern jordbruksrörelse med en stor produktion av biomassa för kraftverket på Själland. Allmänheten har gratis tillgång till den yttre innergården och parken med utsikt över de historiska byggnaderna. Slottet är också öppet för visningar efter förhandsanmälan.
Det används även som en kulturell plats. Borreby Art Gallery har sitt säte i det tidigare tingshuset, samt i några tidigare stallbyggnader. Borreby Teater med kapacitet på 450 åskådare uppförts i en tidigare ladugård, och andra byggnader rymmer en restaurang och ett kafé.

## Ägarelängd
- 1345 Niels Jensen
- 1390 Lave Nielsen Urne
- 1392 Zabel Kerkendorp
- 1410 Peder Jensen Lodehat
- 1430 Roskilde Bispestol
- 1536 Den danska kronan
- 1553 Johan Friis
- 1570 Christian Friis
- 1616 Dorthe Friis gift Daa
- 1618 Claus Daa
- 1641 Jørgen Daa
- 1652 Oluf Daa / Valdemar Daa
- 1666 Valdemar Daa
- 1681 Ove Ramel
- 1685 Mette Rosenkrantz gift Ramel
- 1730 Else Ovesdatter Ramel
- 1732 Christian Berregaard
- 1750 Villum Berregaard
- 1769 Beata Antonia Augusta Berregaard, født von Reuss-Lobenstein (enke)
- 1776 Hans Georg Faith
- 1783 Joachim Melchior Holten Castenschiold
- 1817 Henrik Gisbert Castenschiold
- 1832 Adolph Frederik Holten Castenschiold
- 1865 Carl Vilhelm Behagen Castenschiold
- 1919 Adolf Frederik Holten Castenschiold
- 1945 Carl Christian Henrik Holten Castenschiold
- 1961 Carl Christian Henrik Holten Castenschiold / Carl Henrik Holten Castenschiold
- 1970 Carl Henrik Holten Castenschiold
- 2001 Joachim Lorentz Holten Castenschiold